# Glympis tenalis
Glympis tenalis är en fjärilsart som beskrevs av Smith 1907. Glympis tenalis ingår i släktet Glympis och familjen nattflyn. Inga underarter finns listade i Catalogue of Life.